# Торогене-хатун
Торогене-хатун (1185(?)-1246(?)) була хатун (перс. خاتون — Khātūn), тобто мала жіночий титул, рівнозначний титулу великого монгольського хана. Тимчасова регентка Монгольської імперії після смерті свого чоловіка Уґедея.

## Життєпис
Торогене народжена в народі найманів, була віддана в шлюб зі знатним чоловіком до меркітів, проте після завоювання останніх Чингісханом у 1202 він віддав її за другу дружину Уґедею. Торогене народила від нього 5 синів.
Під час п'ятирічного регентства до обрання Ґуюка великим монгольським ханом у 1246 вона прекрасно справлялася з балансом сил у імперії. Вона була жорсткою адміністраторкою.
Джованні Да Плано Карпіні, перебуваючи на святкуванні обрання Гуюка каганом, описує отруєння при пригощанні їжею васала монголів Ярослава Суздальського (рос. Яросла́в II Все́володович) у Торогене-Хатун, що практикувалося монголами при намірах повністю та без ускладнень заволодіти країною васала. У столиці Каракорум завжди була велика кількість послів та навіть володарів інших держав і Торогене справлялася із завданням управління державою напрочуд добре.